# 7beonbang-ui seonmul
7beonbang-ui seonmul (7번방의 선물 (); lit. "Un regal per l'habitació 7"), comercialitzada internacionalment com Miracle in Cell No. 7 és una pel·lícula de comèdia dramàtica de Corea del Sud del 2013 protagonitzada per Ryu Seung-ryong, Kal So-won i Park Shin-hye. La pel·lícula tracta sobre un repte mental un home injustament empresonat per assassinat, que estableix amistats amb els delinqüents durs de la seva cel·la, que a canvi l'ajuden a veure de nou la seva filla introduint-la de contraban a la presó.
La pel·lícula es basa en la història de la vida real d'un home que va ser torturat i es va declarar culpable sota coacció per la violació i l'assassinat d'una nena de 9 anys el 27 de setembre de 1972 a Chuncheon abans de ser finalment exonerat a Novembre de 2008. El seu primer títol de terball va ser December 23 (12월 23일).

## Argument
Ye-sung és una advocada que defensa el seu difunt pare per un crim que no va cometre. Mentre surt del tribunal de la presó després d'un judici amb èxit, Ye-sung nota un globus atrapat a un filferro de pues i recorda el passat.
L'any 1997, la Ye-sung, de 6 anys, i el seu pare, Yong-gu (que és discapacitat mental), miren cap a l'aparador d'una botiga admirant una motxilla de Sailor Moon. Yong-gu promet comprar la motxilla a Ye-sung quan li paguin. Tanmateix, el comissari de policia i la seva filla el van comprar abans que Yong-gu. Quan Yong-gu es precipita a agafar la motxilla, és agredit pel comissari de policia i expulsat de la botiga. Després de l'incident, els dos tornen a casa sense la bossa, una mica maltractats, però amb molt bon humor. Yong-gu i Ye-sung només es tenen l'un a l'altre i el vincle entre pare i filla és incommensurable. Tan jove com Ye-Sung és, cuida del seu pare el millor que pot. Fins i tot tenen una rutina de "adéu" en què Ye-sung compta fins a tres i Yong-gu es gira perquè tots dos facin les seves cares més ximples. L'endemà, després de la feina, la filla del comissari veu en Yong-gu i intenta ensenyar-li una altra botiga que ven la mateixa motxilla. En un accident lamentable, la nena rellisca corrent per la vorera gelada del mercat i un maó li cau al cap, matant-la. Yong-gu és arrestat per violació i assassinat després que els seus intents inútils de RCP hagin estat malinterpretats per una dona.
Yong-gu és enviat a la presó, on comparteix una cel·la (anomenada "habitació 7") amb cinc presos més, tots als quals inicialment no els agrada pel seu delicte i discapacitat mental. Un dia, Yong-gu salva la vida del seu company de cel·la i líder de la banda de la presó, So Yang-ho, de ser apunyalat pel líder d'una banda rival de la presó. Emocionat per això, Yang-ho s'ofereix llavors a ajudar a Yong-gu de la manera que pugui per tornar-li el favor. Yong-gu li diu a Yang-ho que vol veure la seva filla Ye-sung. Els reclusos introdueixen Ye-sung de contraban a la presó quan el seu cor visita la presó per a una actuació. La Ye-sung es presenta als companys de cel·la del seu pare i aconsegueix quedar-s'hi una nit, però el guarda la trobI sense voler. Finalment, el director s'adona que Yong-gu no és l'agressor de la noia després que el salvi d'un intent d'incendi, i permet que Ye-sung visiti Yong-gu cada dia després de l'escola.
Abans que el judici tingués lloc, Yong-gu és entrenat pels presos de l'habitació 7 sobre com respondre a possibles preguntes de la fiscalia i esdevé competent per respondre-les. Malauradament, el comissari colpeja Yong-gu abans del judici en un atac de ràbia i dolor, amenaçant de matar la seva filla si no confessa. Sense cap altra opció, Yong-gu es sacrifica mentint que va matar la filla del comissari per protegir Ye-sung. A continuació, Yong-gu és condemnat a mort i la data d'execució està prevista per al 23 de desembre, que coincideix amb l'aniversari de Ye-sung. Sentint pena per Yong-gu, els presos decideixen construir un globus aerostàtic perquè en Yong-gu escapi. Durant un concert a la presó, els presos envien a Yong-gu i Ye-sung al globus mentre els guàrdies pretenen estar aclaparats, però la corda del globus queda atrapada per filferro de pues. El dia de l'execució de Yong-gu, els presos i Yong-gu celebren l'aniversari de Ye-sung abans que sigui executat.
Al tribunal 16 anys més tard (en l'actualitat), Ye-sung, el director de la presó i els presos de l'habitació 7 assisteixen al judici de Yong-gu per demostrar la seva innocència. El jutge exonera Yong-gu anul·lant el veredicte anterior i concedint-li una absolució pòstuma, així com una ordre judicial per tornar a investigar la mort de la noia, per alegria dels antics interns de l'habitació 7, el vigilant i la plorosa Ye-sung. mentre que el comissari de policia només pot mirar derrotat i saber que la seva carrera s'arruïnarà aviat per la re-investigació. L'escena torna a l'inici de la pel·lícula, on Ye-sung nota una visió de Yong-gu i el seu jo més jove al globus aerostàtic on s'acomiaden. S'acomiada amb llàgrimes del seu pare mentre el globus s'allunya volant.

## Repartiment
- Ryu Seung-ryong - Lee Yong-gu
- Kal So-won - jove Lee Ye-sung
- Park Shin-hye - adult Lee Ye-sung
- Oh Dal-su - So Yang-ho
- Jung Jin-young - Jang Min-hwan
- Park Won-sang - Choi Chun-ho
- Kim Jung-tae - Kang Man-beom
- Jung Man-sik - Shin Bong-shik
- Kim Ki-cheon - Da-do
- Kang Ye-seo - Choi Ji-yeon (cameo)

## Taquilla
La pel·lícula va tenir 4,6 milions d'entrades (l'equivalent a més de 30 milions de dòlars) en les seves dues primeres setmanes a causa del fort boca a boca. Malgrat el llançament de The Berlin File, va atreure un 15% més de públic en la seva tercera setmana, amb una reserva de seients al 75,8%. 32 dies després de la seva estrena, es va convertir en la vuitena pel·lícula de la història del cinema coreà que supera els 10 milions de vendes d'entrades. Això va ser especialment notable des del Miracle in Cell No. 7 tenia un pressupost modest amb un punt d'equilibri d'1,7 milions d'entrades, cosa que va convertir el seu benefici final en el més alt entre les pel·lícules que van arribar als 10 milions.
La pel·lícula va superar els 12 milions d'espectadors 46 dies després de la seva estrena. El 15 de març de 2013, 52 dies després del seu llançament, les vendes d'entrades van assolir els 12,32 milions, la qual cosa la converteix en la cinquena pel·lícula coreana més taquillera de tots els temps.
Els analistes diuen que entre les raons del seu èxit hi havia les llargues vacances de l'Any Nou lunar i les famílies que anaven a veure la pel·lícula en grups. La pel·lícula va demostrar ser especialment popular entre els coreans de mitjana edat i ancians.

## Premis i nominacions
| Premi                                          | Categoria                                      | Recipient(s)                                   | resuktat  |
| ---------------------------------------------- | ---------------------------------------------- | ---------------------------------------------- | --------- |
| 49th Baeksang Arts Awards                      | Millor pel·lícula                              | Miracle in Cell No. 7                          | Nominat   |
| 49th Baeksang Arts Awards                      | Millor actor                                   | Ryu Seung-ryong                                | Nominat   |
| 49th Baeksang Arts Awards                      | Millor actor secundari                         | Oh Dal-su                                      | Nominat   |
| 49th Baeksang Arts Awards                      | Millor actriu secundària                       | Park Shin-hye                                  | Nominat   |
| 49th Baeksang Arts Awards                      | Millor actriu revelació                        | Kal So-won                                     | Nominat   |
| 49th Baeksang Arts Awards                      | Millor guió                                    | Lee Hwan-kyung, Kim Hwang-sung, Kim Young-seok | Nominat   |
| 49th Baeksang Arts Awards                      | Gran Premi a la pel·lícula                     | Ryu Seung-ryong                                | Guanyador |
| 49th Baeksang Arts Awards                      | Actriu més popular                             | Park Shin-hye                                  | Guanyador |
| 7ns Mnet 20's Choice Awards                    | 20's Movie Star, home                          | Ryu Seung-ryong                                | Guanyador |
| 7ns Mnet 20's Choice Awards                    | 20's Movie Star, dona                          | Park Shin-hye                                  | Nominat   |
| 22ns Buil Film Awards                          | Millor actor revelació                         | Kal So-won                                     | Nominat   |
| 50ns Grand Bell Awards                         | Millor actor                                   | Ryu Seung-ryong                                | Guanyador |
| 50ns Grand Bell Awards                         | Millor guió                                    | Lee Hwan-kyung                                 | Guanyador |
| 50ns Grand Bell Awards                         | Millor planificació                            | Lee Hwan-kyung, Kim Min-ki, Kim Min-guk        | Guanyador |
| 50ns Grand Bell Awards                         | Premi especial del jurat                       | Kal So-won                                     | Guanyador |
| 50ns Grand Bell Awards                         | Millor director                                | Lee Hwan-kyung                                 | Nominat   |
| 50ns Grand Bell Awards                         | Millor actriu                                  | Kal So-won                                     | Nominat   |
| 50ns Grand Bell Awards                         | Millor actor secundari                         | Oh Dal-su                                      | Nominat   |
| 50ns Grand Bell Awards                         | Millor actriu revelació                        | Kal So-won                                     | Nominat   |
| 50ns Grand Bell Awards                         | Millor fotografia                              | Kang Seung-gi                                  | Nominat   |
| 50ns Grand Bell Awards                         | Millor muntatge                                | Choi Jae-geun, Kim So-yeon                     | Nominat   |
| 50ns Grand Bell Awards                         | Millor direcció artística                      | Lee Hoo-gyoung                                 | Nominat   |
| 50ns Grand Bell Awards                         | Millor il·luminació                            | Kang Sung-hoon                                 | Nominat   |
| 50ns Grand Bell Awards                         | Millor disseny de vestuari                     | Kim Na-yeon                                    | Nominat   |
| 50ns Grand Bell Awards                         | Millor música                                  | Lee Dong-jun                                   | Nominat   |
| 34ns Blue Dragon Film Awards                   | Pel·lícula més popular                         | Miracle in Cell No. 7                          | Guanyador |
| 34ns Blue Dragon Film Awards                   | Millor actor                                   | Ryu Seung-ryong                                | Nominat   |
| 34ns Blue Dragon Film Awards                   | Millor guió                                    | Lee Hwan-kyung                                 | Nominat   |
| 34ns Blue Dragon Film Awards                   | Millor música                                  | Lee Dong-jun                                   | Nominat   |
| 21st Korean Culture and Entertainment Awards   | Gran Premi a la pel·lícula                     | Ryu Seung-ryong                                | Guanyador |
| 21st Korean Culture and Entertainment Awards   | Premi a l'excel·lència màxima, actor de cinema | Oh Dal-su                                      | Guanyador |
| 2014 34th Golden Cinema Festival               | Millor actor secundari                         | Oh Dal-su                                      | Guanyador |
| 33ns Korean Association of Film Critics Awards | Millor actor secundari                         | Park Shin-hye                                  | Guanyador |

## Remakes
La pel·lícula es va adaptar a una pel·lícula kannada el 2017 titulada Pushpaka Vimana. Kross Pictures produirà el remake oficial en hindi de la pel·lícula en col·laboració amb Indian Film Studios i va ser dirigida per Umesh Shukla.
El 2019 també fou adaptada a Turquia com a 7. Koğuştaki Mucize protagonitzada per Aras Bulut İynemli en el paper principal. Aquesta és una interpretació totalment dramàtica i afegeix diversos elements i personatges de la història. La pel·lícula també es va adaptar a les Filipines amb el mateix títol, protagonitzada per Aga Muhlach, Bela Padilla i Xia Vigor. Indonesia va adaptar la pel·lícula amb el mateix títol el 2022, i es planeja un nou remake a Espanya. and the United States.